# Brčino
Brčino je naseljeno mjesto u Republici Hrvatskoj u sastavu općine Sibinj u Brodsko-posavskoj županiji.

## Zemljopis
Brčino se nalazi sjeverno od Sibinja na obroncima Dilj gore, susjedna naselja su Brđani, Vrčin Dol i Mihaljevići na zapadu, Ravan i Čelikovići na jugu te Brodski Zdenci na istoku.

## Stanovništvo
Prema popisu stanovništva iz 2011. godine Brčino je imalo 168 stanovnika, dok je 2001. godine imalo 207 stanovnika, od čega 207 Hrvata. 
| broj stanovnika | 248   | 304   | 262   | 288   | 318   | 309   | 302   | 340   | 387   | 400   | 379   | 322   | 274   | 255   | 207   | 168   | 137   |
|                 | 1857. | 1869. | 1880. | 1890. | 1900. | 1910. | 1921. | 1931. | 1948. | 1953. | 1961. | 1971. | 1981. | 1991. | 2001. | 2011. | 2021. |